# Taraxacum infuscatum
Taraxacum infuscatum — вид квіткових рослин з родини айстрових (Asteraceae). Ареал: Чехія, Данія, Фінляндія, Франція, Німеччина, Нідерланди, Польща, Швеція, Україна; це багаторічна рослина помірних біомів.
Основні діагностичні ознаки цього таксону: черешки зелені, всередині іноді рожеві, крилаті; листки з яскраво вираженими смолистими плямами в міждолях і численними вигнутими дельтоподібними бічними частками, зазвичай з сильно зазубреним верхнім краєм; кінцева частка маленька, трикутна, часто подовжена; зовнішні приквітки вертикально звисають, закручені та дуже довгі, 3–3.9 мм ушир, 18–20 мм завдовжки, без краю; квіткова голова опукла, ≈ 50 мм у діаметрі.